# The Best of Deicide
Pour les articles homonymes, voir Best of.
Albums de Deicide
In Torment in Hell
(2001) Scars of the Crucifix
(2004)
The Best of Deicide est une compilation du groupe de death metal américain Deicide. L'album est sorti le 23 septembre 2003 sous le label Roadrunner Records.
Les titres proviennent de tous les albums du groupe qui étaient sortis à cette date, excepté de l'album In Torment in Hell duquel aucun titre ne figure.

## Musiciens
- Glen Benton - Chant, Basse
- Brian Hoffman - Guitare
- Eric Hoffman - Guitare
- Steve Asheim - Batterie

## Liste des morceaux
| 1.      | Dead by Dawn                            | 3:55 |
| 2.      | Carnage in the Temple of the Damned     | 3:32 |
| 3.      | Lunatic of God's Creation               | 2:40 |
| 4.      | Sacrificial Suicide                     | 2:52 |
| 5.      | Crucifixation                           | 3:49 |
| 6.      | Satan Spawn, the Caco-Daemon            | 4:26 |
| 7.      | Trifixion                               | 2:59 |
| 8.      | In Hell I Burn                          | 4:37 |
| 9.      | Dead But Dreaming                       | 3:13 |
| 10.     | Once Upon the Cross                     | 3:34 |
| 11.     | They Are the Children of the Underworld | 3:09 |
| 12.     | When Satan Rules His World              | 2:53 |
| 13.     | Trick or Betrayed                       | 2:25 |
| 14.     | Behind the Light Thou Shall Rise        | 2:59 |
| 15.     | Serpents of the Light                   | 3:03 |
| 16.     | Bastards of Christ                      | 2:48 |
| 17.     | Blame It on God                         | 2:43 |
| 18.     | Bible Basher                            | 2:23 |
| 19.     | Standing in the Flames                  | 3:33 |
| 1:04:24 |                                         |      |